# Domenico Lucente
Domenico Francesco Lucente, detto Mimmo (Santa Severina, 20 agosto 1943 – Crotone, 11 febbraio 2022), è stato un imprenditore, dirigente pubblico e politico italiano, sindaco di Crotone dal 1993 al 1995 ed ex presidente di Assindustria Crotone.

## Biografia
Domenico Francesco Lucente nacque a Santa Severina il 20 agosto 1943 da genitori crotonesi rifugiatisi nel borgo collinare a seguito dello sfollamento del capoluogo calabrese in atto in quell'anno a causa della guerra. Ottenuto il diploma, si iscrisse all'Università degli Studi di Messina, senza però completare gli studi. Sposato con Silvia Tempera, ebbe cinque figlie: Ortensia, Loredana, Rosemary, Giovanna e Maria Luisa.
Di professione imprenditore, è stato titolare di una ditta di autotrasporti e consigliere di amministrazione della Banca Popolare di Crotone dal 1985 al 1992.
Tra il 1985 e il 1986 ha subito diversi attentati a scopo estorsivo: l'ultimo in ordine di tempo risale alla notte del 7 febbraio 1986, in cui ignoti avevano piazzato un ordigno sotto la sua macchina, una Volvo 760, facendola esplodere.

### Attività politica
Ha intrapreso la carriera politica candidandosi alle elezioni comunali del 1993 nelle file della DC e diventando sindaco di Crotone, succedendo così a Carmine Talarico e rimanendo in carica per due anni.
Nel 1995, anno in cui rassegnò le dimissioni da sindaco, presentò la sua candidatura come Presidente della Provincia di Crotone, nelle file del CCD alle prime elezioni provinciali, ottenendo il 6,4% delle preferenze e venendo eletto consigliere provinciale.

### Controversie
Nel 1998 Lucente, all'epoca capogruppo provinciale del Rinnovamento Italiano di Lamberto Dini, presentò un esposto al Presidente della Repubblica Oscar Luigi Scalfaro in cui accusò la testata giornalistica Il Crotonese di aver divulgato informazioni riservate sulla vicenda del trasferimento d'ufficio per incompatibilità funzionale dell'allora Procuratore della Repubblica di Crotone Giovanni Staglianò, richiesto dal CSM nel luglio del 1997 secondo una ricostruzione fatta dai magistrati del TAR del Lazio.

## Curiosità
- Due dei suoi nipoti hanno ricoperto incarichi prestigiosi all'interno delle istituzioni: Michele Lucente (figlio di Giovanni Lucente, fratello di Domenico) è stato presidente di Confindustria Crotone[5]; Giovanni Panebianco (figlio di Teresa Lucente, sorella di Domenico), invece, è stato Segretario Generale del Ministero per i beni e le attività culturali e per il turismo.
- Un suo lontano parente, Raffaele Lucente, fu deputato e anch'egli sindaco di Crotone.